# Untuned Bell
Untuned Bell är en ljudinstallation av A K Dolven på Honnørbrygga vid Rådhusplassen i Oslo i Norge.
Untuned Bell är en del av en serie med installationer av nedmonterade klockor, som började med Out of tune i Folkestone, Storbritannien 2011 och The Finish Untuned Bell i Skepparträdgården i Ekenäs i Finland samma år.
Oslo rådhus på Rådhusplassen invigdes 1950 och har ett klockspel med 49 klockor med vikter mellan 4 ton och 14 kilogram, ovanpå det östra och 66 meter höga, tornet. Klockspelet spelar varje timme mellan klockan 7 på morgonen och midnatt, inramat av Edvard Griegs Morgenstemning och hans Vektersang. Klockspelet blev klart 1952 och hade ursprungligen 38 klockor. Det restaurerades 1999 och utökades då till 49 klockor.
Vid renoveringen av klockspelet befanns en 1,4 tons klocka inte längre vara stämd i harmoni med övriga 48 klockor, och byttes ut. Den gamla klockan från 1949 hängdes upp på en 30 meter lång stålvajer mellan två 20 meter höga stålpelare på kajen mitt emot rådhuset. På marken monterades en trumpedal av typ Cry Bell, som ger klang från klockan.